# Арі-Пекка Нурменкарі
А́рі-Пе́кка Нурменка́рі (Ari-Pekka Nurmenkari; *8 липня 1983, Гельсінкі, Фінляндія) — фінський фігурист, що виступає у чоловічому одиночному фігурному катанні, найсильніший фінський фігурист-одиночник 2000-х років. 
Він — семиразовий чемпіон Фінляндії з фігурного катання в своєму розряді (2003—2007, 2009, 2010), представник країни на міжнародних престижних змаганнях, зокрема учасник Чемпіонатів з фігурного катання Європи (найвищий результат — 14-те місце 2009 року в рідних Гельсінках) та світу (жодного разу не відбирався для виконання довільної програми, тобто місця нижче 24-го), на олімпійському турнірі одиночників XXI Зимової Олімпіади (Ванкувер, 2010) посів останню 30-ту позицію. Спортсмен є 2-разовим переможцем Чемпіонату Північних країн з фігурного катання (2008 і 2009).

## Спортивні досягнення

### після 2004 року
| Сезони/Змагання                                | 2004/2005 | 2005/2006 | 2006/2007 | 2007/2008 | 2008/2009 | 2009/2010 | 2010/2011 |
| ---------------------------------------------- | --------- | --------- | --------- | --------- | --------- | --------- | --------- |
| Зимові Олімпійські ігри                        |           |           |           |           |           | 30        |           |
| Чемпіонати світу з фігурного катання           | 28        | 29        | 25        |           | 27        | 24        |           |
| Чемпіонати Європи з фігурного катання          | 24        | 23        | 23        |           | 14        | 22        |           |
| Чемпіонати Північних країн з фігурного катання | 3         | 3         | 3         | 1         | 1         |           | 4         |
| Чемпіонати Фінляндії з фігурного катання       | 1         | 1         | 1         | 2         | 1         | 1         | 3         |
| Етапи Гран-Прі: «Cup of Russia»                |           |           |           |           |           | 11        |           |
| Турніри: «Nebelhorn Trophy»                    | 14        | 19        | 12        | 16        |           | 14        |           |
| Турніри: «Finlandia Trophy»                    | 12        |           | 7         | 7         | 6         | 11        | 10        |
| Турніри: «Coupe Internationale de Nice»        |           |           |           |           |           | 12        |           |
| Турніри: «Золотий ковзан Загреба»              | 8         | 15        | 7         | 15        | 5         |           |           |
| Меморіали Карла Шефера                         |           | 12        |           |           |           |           |           |

### до 2004 року
| Сезони/Змагання                                    | 1999/2000 | 2000/2001 | 2001/2002 | 2002/2003 | 2003/2004 |
| -------------------------------------------------- | --------- | --------- | --------- | --------- | --------- |
| Чемпіонати світу з фігурного катання               |           |           |           | 28        | 26        |
| Чемпіонати Європи з фігурного катання              |           |           |           | 27        | 22        |
| Чемпіонати світу з фігурного катання серед юніорів |           | 26        | 12        |           |           |
| Чемпіонати Фінляндії з фігурного катання           | 1 J.      | 1 J.      |           | 1         | 1         |
| Турніри: «Finlandia Trophy»                        |           |           | 6         | 7         | 9         |
| Турніри: «Nebelhorn Trophy»                        |           |           |           |           | 9         |
| Фінал юніорського Гран-Прі                         |           |           | 7         |           |           |
| Етапи юніорського Гран-Прі, Швеція                 |           |           | 3         |           |           |
| Етапи юніорського Гран-Прі, Японія                 |           |           | 2         |           |           |

- J = юніорський рівень